# Lingue senufo
Le lingue senufo comprendono approssimativamente quindici idiomi, parlati dai senufo nel nord della Costa d'Avorio, nel sud-est del Mali e nel sud-ovest del Burkina Faso. Un idioma isolato, il nafaanra, anche è parlato nel nord-est del Ghana. Le lingue senufo sono generalmente considerate un ramo dei gur, sottogruppo delle lingue niger-congo e sono legate ad ovest con le lingue mandé, al sud con le lingue cua e a nord con le lingue gur centrali.
Le lingue senufo somigliano alle lingue gur nel suo sistema di suffissi e sostantivi e nella distinzione dei verbi.
Le lingue senufo sono state influenzate dalle lingue mandé in molti aspetti. Molte parole e costruzioni grammaticali sono state incorporate da lingue mandé come il bambara e il diula. Come le lingua mandé, le lingue senufo hanno un ordine «soggetto-oggetto-verbo», anziché «soggetto-verbo-oggetto», comunemente usato nelle lingue gur e le lingue niger-cordofaniane in generale.

## classificazione
Delafosse (1904: 192–217) fu il primo linguista a scrivere delle lingue senufo.  Questo autore ha notato che le lingue senufo erano state occasionalmente rilevate tra le lingue mandé, in parte a causa dell'uso estensivo che i senufo fanno di alcune lingue mande: 
la lingua mandé si è diffusa tra loro, si sono svolti numerosi incontri... È lì origine della confusione fatta di sovente tra lingue mandé e senufo... quindi, al triplo punto della vista etnografica, antropologica e linguistica, la differenza è profonda tra queste due  famiglie. (p. 193)»

Nelle classificazioni più influenti di Westermann (1927, 1970) e Bendor-Samuel (1971), le lingue senufo furono classificate come parte delle lingue gur.  Tuttavia, questo raggruppamento cominciò a essere messo in discussione dopo il lavoro di Manessy (1975).  Nel 1989, John Naden, nel suo lavoro panoramico sulle lingue gur, affermò che: